# 俞琰
俞琰（1257年—?），字玉吾，號全陽子、林屋山人、石澗道人。吳郡（今江蘇蘇州）人。
寶祐五年（1257年）生。自幼好讀書，聞知朋友有奇書，必求借抄錄，廢寢忘食，因而致疾。早年熱心科举，宝祐年間，以词赋称。南宋亡，隐居著述，元朝授温州學錄不赴，自号林屋山人，学者称石涧先生。以学术見长，尤精《易》学，更援《易》入道，發前人所未發者。俞琰繼承朱熹之學，將道教内丹修煉與邵雍易學結合。延祐年間尚在世。著有《周易集说》、《读易举要》、《林屋山人漫稿》、《席上腐談》、《書齋夜話》等。有子俞仲翁（字子玉），孫俞貞木（初名楨，以字行，號立庵，又稱洞庭外史）。門生友人包括狀元阮菊存、右丞馬性齋、王都中等。